# Ľutov
Ľutov es un municipio del distrito de Bánovce nad Bebravou en la región de Trenčín, Eslovaquia, con una población estimada a final del año 2024 de 176 habitantes.
Se encuentra ubicado en el centro-sur de la región, cerca del río Bebrava (cuenca hidrográfica del río Danubio) y de la frontera con la región de Nitra.

## Demografía
| Año        | 1994 | 2004    | 2014     | 2024     |
| ---------- | ---- | ------- | -------- | -------- |
| Población  | 138  | 135     | 159      | 176      |
| Diferencia |      | −2,17 % | +17,77 % | +10,69 % |

| Año        | 2023 | 2024    |
| ---------- | ---- | ------- |
| Población  | 177  | 176     |
| Diferencia |      | −0,56 % |